# Totenkarspitze
Die Totenkarspitze ist ein 3133 m ü. A. hoher Berggipfel des Panargenkamms in der Venedigergruppe. Der Gipfel liegt im Nordwesten Osttirols in der Gemeinde St. Jakob in Defereggen. Die Totenkarspitze wurde erstmals am 4. August 1892 durch L. Eisenreich und C. Rößler begangen und war der erste bestiegene Gipfel des Panargenkamms.

## Lage
Die Totenkarspitze ist der nördlichste Gipfel des Panargenkamms. Er liegt zwischen dem Rotenmanntörl (2997 m ü. A.) im Norden und der Keeslenke (3050 m ü. A.) im Südosten, wobei das Rotenmanntörl die Totenkarspitze von der Rotenmannspitze (3077 m ü. A.) bzw. dem Umbalkamm und die Keeslenke die Totenkarspitze von der Panargenspitze (3117 m ü. A.) trennt. Die Totenkarspitze besteht aus dem Nordwest- bzw. Hauptgipfel und dem Südostgipfel (3111 m ü. A.) und ist Teil des Nationalparks Hohe Tauern. Östlich der Totenkarspitze liegt der Talschluss des Dabertals, östlich befindet sich das Schwarzachtal.

## Aufstiegsmöglichkeiten
Der Normalweg auf die Totenkarspitze nimmt seinen Ausgang am Rotenmanntörl, in das man von der Neuen Reichenberger Hütte über die Daberlenke, von der Clarahütte über das Dabertal oder vom Alpengasthaus Oberhaus aus dem Schwarzachtal aufsteigen kann. Danach führt der Weg teilweise in steiler Kletterei über den Nordwestgrat zum Gipfel (II+ oder III-). Der Südostgipfel kann leichter über die Südwestflanke oder den Nordostrücken (I) erreicht werden. 